# Cheik Diallo
Cheik Diallo, nome completo di Sékou Cheick Fantamady Diallo (Mopti, 12 aprile 1951), è un allenatore di calcio ed ex calciatore maliano, di ruolo attaccante.

## Carriera

### Club
La sua carriera di calciatore si è prevalentemente svolta in Francia, dove ha disputato 184 incontri di massima divisione, segnando 67 reti. Con 38 marcature, condivide con Gérard Tonnel il record di miglior marcatore del Troyes AF in massima serie.

### Nazionale
È stato convocato nella nazionale maliana fra il 1970 e il 1974, disputando due incontri durante l'edizione 1972 della Coppa delle nazioni africane.

### Allenatore
Ritiratosi dal calcio giocato, ha ricoperto il ruolo di tecnico dello Stade Malien (di cui ottenne anche alcuni incarichi dirigenziali, fra cui quello di presidente fra il 2021 e il 2022) e di vice-allenatore della nazionale maggiore.